# Crassispira angelettii
Crassispira angelettii é uma espécie de gastrópode do gênero Crassispira, pertencente à família Pseudomelatomidae.